# Giovanni Cuniolo
Giovanni Cuniolo (Tortona, 25 januari 1884 - Tortona, 25 december 1955) was een Italiaans wielrenner.
Hij was prof van 1903 tot 1913 en werd drie maal op rij Italiaans kampioen, hij schreef bovendien de Ronde van Lombardije en een rit in de Ronde van Italië op zijn naam.

## Belangrijkste resultaten
1905
2e plaats Milaan-Turijn
1906
 Italiaans kampioenschap op de weg, Elite
1907
 Italiaans kampioenschap op de weg, Elite
4de plaats Milaan-Turijn
7e plaats Milaan-San Remo
1908
 Italiaans kampioenschap op de weg, Elite
1909
Winnaar Ronde van Lombardije
Etappe 2 in de Ronde van Italië
3e plaats Milaan-San Remo
3e plaats Italiaans kampioenschap

## Resultaten in voornaamste wedstrijden
| Jaar | Ronde van Italië | Ronde van Frankrijk | Ronde van Spanje |
| ---- | ---------------- | ------------------- | ---------------- |
| 1907 |                  |                     |                  |
| 1908 |                  | opgave              |                  |
| 1909 | opgave (1)       |                     |                  |
| 1910 | opgave           |                     |                  |

| Jaar | Milaan-San Remo | Ronde van Lombardije |
| ---- | --------------- | -------------------- |
| 1907 | 7e              |                      |
| 1908 |                 |                      |
| 1909 | ↑               | ↑                    |
| 1910 |                 |                      |